# Manuel Pizarro de Sampaio
Manuel Francisco Pizarro de Sampaio e Castro (Coimbra, 2 de febrero de 1964) es un político portugués del Partido Socialista que ocupó la cartera de Salud en el  Tercer Gobierno Costa entre 2022 y 2024. Anteriormente fue diputado al Parlamento Europeo entre 2019 y 2022.

## Trayectoria
Pizarro comenzó su carrera política como miembro del Consejo Local de Ramalde, Oporto, primero como miembro del Partido Comunista Portugués y, a partir de 1993, como miembro del Partido Socialista. Fue elegido por primera vez para el parlamento después de las elecciones legislativas de 2005, siendo candidato por el distrito de Oporto.
Fue candidato a la alcaldía de Oporto en dos ocasiones, en 2013 y en 2017, quedando relegado ante Rui Moreira.
Pizzaro fue elegido miembro del Parlamento Europeo después de las elecciones europeas de 2019. En el Parlamento, formó parte de la Comisión de Empleo y Asuntos Sociales y de la Comisión de Pesca.
Además de sus funciones en comisiones, Pizzaro formó parte de la delegación del parlamento para las relaciones con Brasil.  También fue miembro del Intergrupo sobre Sindicatos del Parlamento Europeo  y del Intergrupo URBAN. 

### Ministro de Salud
En septiembre de 2022, Pizzaro fue designado por el primer ministro António Costa en sustitución de Marta Temido como ministro de Salud, incorporándose al XXIII Gobierno Constitucional.
El 18 de mayo de 2023, la emisora estatal portuguesa Rádio e Televisão de Portugal informó de que Pizarro estaba siendo investigado por el Ministerio Público portugués. 

## Otras actividades
- UNITE – Red Parlamentaria para Erradicar el VIH/SIDA, la Hepatitis Viral y otras Enfermedades Infecciosas, Miembro (desde 2019)